# Skimmia arborescens
Skimmia arborescens là một loài thực vật có hoa trong họ Cửu lý hương. Loài này được T. Anderson ex Gamble miêu tả khoa học đầu tiên năm 1916.